# Aeromonas salmonicida
Espèce
Aeromonas salmonicida est une espèce de bactéries à gram négatif de la famille des Aeromonadaceae. On la rencontre généralement en eau douce ou peu saline, et elle est notamment responsable d'une infection épidémique en aquaculture, la furonculose des saumons et des truites.

## Taxonomie
Le nom correct complet (avec auteur) de ce taxon est Aeromonas salmonicida (Lehmann & Neumann, 1896) Griffin et al., 1953.
L'espèce a été initialement classée dans le genre Bacterium sous le basonyme Bacterium salmonicida Lehmann & Neumann, 1896.
Aeromonas salmonicida a pour synonymes :
- Bacillus salmonicida (Lehmann & Neumann, 1896) Kruse, 1896
- Bacterium salmonicida Lehmann & Neumann, 1896
- Proteus salmonicida (Lehmann & Neumann, 1896) Pribram, 1933

## Liste des sous-espèces
Selon LPSN (21 juillet 2025), il existe cinq sous-espèces décrites au nom correct et validé :
- sous-espèce Aeromonas salmonicida subsp. achromogenes (Smith, 1963) Schubert, 1967
- sous-espèce Aeromonas salmonicida subsp. masoucida Kimura, 1969
- sous-espèce Aeromonas salmonicida subsp. pectinolytica Pavan et al., 2000
- sous-espèce Aeromonas salmonicida subsp. salmonicida (Lehmann & Neumann, 1896) Schubert, 1967
- sous-espèce Aeromonas salmonicida subsp. smithia Austin et al., 1989

Selon LPSN (21 juillet 2025), il y a aussi une sous-espèce décrite mais dont le nom n'est pas validé mais est le nom préféré :
- sous-espèce "Aeromonas salmonicida subsp. oncorhynchi" Ajmi et al., 2025